# Tập đoàn T&T Group
Công ty Cổ phần Tập đoàn T&T (tên thường gọi: Tập đoàn T&T Group) là một công ty Việt Nam kinh doanh trên nhiều lĩnh vực, được thành lập vào năm 1993, trụ sở chính đặt tại 2A phố Phạm Sư Mạnh, phường Phan Chu Trinh, quận Hoàn Kiếm, Hà Nội, Việt Nam.

## Lĩnh vực kinh doanh
- Tài chính và đầu tư
- Bất động sản
- Công thương
- Năng lượng và môi trường
- Cảng biển và hạ tầng giao thông
- Nông nghiệp, lâm nghiệp và thủy sản
- Y tế, giáo dục và thể thao

## Lịch sử
- Năm 1993: Thành lập Công ty Trách nhiệm hữu hạn T&T: Kinh doanh điện tử, điện máy. Là nhà phân phối độc quyền của các hãng Nhật Bản: National, Panasonic, Mitsubishi, Toshiba.
- Năm 1998:
  - Thành lập Công ty TNHH T&T Hưng Yên.
  - Đầu tư xây dựng nhà máy sản xuất xe máy, động cơ và phụ tùng xe máy có quy mô lớn nhất Việt Nam với vốn đầu tư trên 300 tỷ VNĐ.
  - Đầu tư nhà máy lắp ráp hàng điện lạnh gia dụng 50 tỷ VNĐ.
- Năm 2005: Đầu tư và trở thành cổ đông chiến lược của Ngân hàng TMCP Sài Gòn-Hà Nội (SHB).
- Năm 2006: Sáng lập thành lập Câu lạc bộ bóng đá T&T Hà Nội, tiền thân của Câu lạc bộ bóng đá Hà Nội hiện nay.
- Năm 2007:
  - Cổ phần hóa Công ty TNHH T&T thành Công ty cổ phần Tập đoàn T&T (Tập đoàn T&T Group).
  - Đầu tư sáng lập và trở thành cổ đông chiến lược của Công ty cổ phần Chứng khoán Sài Gòn-Hà Nội (SHS) và Tổng công ty Cổ phần Bảo hiểm Sài Gòn-Hà Nội (BSH).
  - Cổ phần hóa Công ty TNHH tư vấn đầu tư Bất động sản T&T thành Công ty Cổ Phần Phát triển đô thị và khu Công nghiệp T&T (T&T Land).
  - Tập đoàn T&T Group tham gia đầu tư nhiều dự án Bất động sản tại Hà Nội, Thành phố Hồ Chí Minh và một số tỉnh thành phố lớn trên cả nước.
- Năm 2008: Đầu tư Khai thác Chế biến và Kinh doanh Khoáng sản
- Năm 2009 đến 2016:
  - Tham gia hoạt động cổ phần hóa các Doanh nghiệp Nhà nước, đầu tư mua cổ phần và trở thành cổ đông lớn, tham gia quản trị tại nhiều Tổng công ty, Công ty trong các lĩnh vực: Tài chính & Đầu tư, Bất động sản, Nông nghiệp, Lâm nghiệp & Thủy sản, Thương mại tiêu dùng & Thương mại Xuất nhập khẩu tổng hợp, Hạ tầng giao thông, Cảng biển & Logistics, Khoáng sản, Năng lượng & Môi trường, Y tế & Giáo dục.
  - Đầu tư ra nước ngoài: Được Chính phủ cấp giấy phép đầu tư ra nước ngoài và đã thành lập Công ty T&T tại Đức, T&T tại Mỹ.
- Năm 2017 – hiện nay:
  - Thành lập Công ty TNHH Hàng tiêu dùng và Thương mại dịch vụ T&T (T&T Consumer) với việc khai trương hệ thống siêu thị Qmart tại Hà Nội.
  - Thành lập Công ty TNHH PTNN Cuộc sống xanh và ra mắt thương hiệu T.Vita, chuyên cung ứng các sản phẩm nông nghiệp hữu cơ an toàn tới người tiêu dùng trên toàn quốc.
  - Thành lập công ty TNHH Quản lý và Kinh doanh Bất động sản T&T (T&T Management)
  - Thành lập Công ty TNHH Quản lý Khách sạn T&T (T&T Hospitality)
  - Thành lập Công ty TNHH T&T Retail (T&T Retail)
  - Thành lập Công ty Năng lượng và Khí hóa lỏng T&T, triển khai các dự án khai thác năng lượng điện tái tạo, điện mặt trời và thu hồi khí gas từ các bãi chôn lấp rác.
  - Thành lập Công ty Công nghệ Môi trường T&T, đầu tư các dự án vì môi trường: xử lý rác thải công nghệ cao, các bãi chôn lấp rác phát điện.

## Ban lãnh đạo (hiện nay)
- Chủ tịch HĐQT kiêm Tổng Giám đốc: Đỗ Quang Hiển
- Phó Tổng Giám đốc: Nguyễn Tất Thắng
- Phó Tổng Giám đốc: Mai Xuân Sơn
- Phó Tổng Giám đốc: Nguyễn Anh Tuấn
- Phó Tổng Giám đốc: Nguyễn Thị Thanh Bình

## Giải thưởng
- Giải thưởng Quy hoạch Đô thị Quốc gia lần thứ II (năm 2021)[3][4]
- Top 500 doanh nghiệp lớn nhất Việt Nam[5]
- Top 10 doanh nghiệp có tốc độ phát triển nhanh nhất Việt Nam (2018)[6]

Cùng một số giải thưởng khác...

## Danh hiệu
- Huân chương Lao động Hạng II (2018) nhân kỷ niệm 25 năm thành lập Tập đoàn.[7]
- Huân chương Lao động hạng Nhất (2021) cho Chủ tịch HĐQT kiêm Tổng Giám đốc Đỗ Quang Hiển.[8]